# Bailliages principaux et bailliages secondaires
 (juin 2010).
Si vous disposez d'ouvrages ou d'articles de référence ou si vous connaissez des sites web de qualité traitant du thème abordé ici, merci de compléter l'article en donnant les références utiles à sa vérifiabilité et en les liant à la section « Notes et références ».
La notion de bailliage principal et de bailliage secondaire ne vaut que pour la préparation des États généraux de 1789. Elle n'implique nullement une hiérarchie entre les bailliages.
- Comme pour les Etats généraux de 1614, les bailliages (cadres judiciaires) avaient été retenus pour la préparation de ceux de 1789. Alors qu'en droit il n'existait aucune différence entre les bailliages quelle que fût la superficie de leur ressort ou l'importance de la ville de leur siège, le règlement du 24 janvier 1789 relatif à la préparation des États généraux les divisait en deux catégories ou "classes", suivant leur situation en 1614, derniers états généraux tenus avant ceux prévus au printemps de 1789. Les bailliages qui avaient été directement convoqués aux États généraux de 1614 devenaient "bailliages principaux". Tous ceux qui n'avaient pas été convoqués en 1614 et qui de ce fait n'avaient "député" que par l'intermédiaire des premiers devenaient "bailliages secondaires".
- Un état annexé au texte officiel du 24 janvier 1789 indiquait, pour chaque bailliage secondaire, son bailliage principal de rattachement. Mais - il convient d'insister sur ce point - il n'existait juridiquement aucune différence entre les bailliages, qu'ils fussent "principaux" ou "secondaires" (notamment aucune subordination des uns aux autres), ni aucune différence entre les députés élus dans tel ou tel ressort.